# SN 1976P
SN 1976P – niepotwierdzona supernowa odkryta 2 kwietnia 1976 roku w galaktyce A080801-6546. W momencie odkrycia miała maksymalną jasność 20,00m.